# Desmiphora magnifica
Desmiphora magnifica är en skalbaggsart som beskrevs av Martins och Maria Helena M. Galileo 1995. Desmiphora magnifica ingår i släktet Desmiphora och familjen långhorningar. Inga underarter finns listade i Catalogue of Life.